# الحزب الشيوعي الهندي (الماوي)
الحزب الشيوعي الهندي هو حزب سياسي سري في الهند يهدف إلى قلب نظام الحكم في الهند من خلال الحرب الشعبية طويلة الأمد وقد تأسس الحزب في 21 سبتمبر 2004، بعد اندماج الحزب الشيوعي الهندي الماركسي اللينيني-مجموعة الحرب الشعبية والمركز الشيوعي الماوي (MCC). تم الإعلان عن الاندماج في 14 أكتوبر من العام نفسه. في عملية تشكلت لجنة مركزية مؤقتة، وأصبح ماببالا لكشمان راو المعروف بالرئيس غانباثي ويُعرف أعضاء هذا الحزب بالناكساليين إشارة إلى شرارة الحرب الشعبية التي انطلقت في الناكسال منطقة البنغال الغربي عام 1967
يتعبر الحزب الشيوعي الماوي نفسه امتداداً للنهج الثوري الذي أرسى دعائمه القائد الماوي الهندي تشارو مازومدار الذي أسس أسس اللجنة التنسيقية للشيوعيين الثوريين في عموم الهند عام 1967. كان أول عمل قامت به اللجنة هو قيادة الفلاحين في انتفاضة مسلحة ضخمة
وضعت منظمة الحرب الشعبية والمركز في سبتمبر 2004 وثيقة تأسيسية بعد نقاشات واسعة النطاق. وتم إعداد مشاريع وثائق خمسة بعد مناقشات مكثفة في سلسلة من الاجتماعات الثنائية التي عقدت بين وفود رفيعة المستوى من الطرفين ما بين فبراير 2003 وسبتمبر 2004. درس الاجتماع المشترك بعمق هذه الوثائق الخمسة والمشاريع المقدمة، وتبادل الخبرات الغنية بحرية المكتسبة من خلال الممارسة الثورية خلال العقود الثلاثة الماضية وأكثر من ذلك، ووصلت إلى تفاهم مشترك حول العديد من المسائل الصعبة التي تواجه الثورة الهندية في ظل التطورات الدولية.
هذه الوثيقة - دستور الحزب - هي تجميع كل النقاط الإيجابية في وثائق من الطرفين السابقين، فضلا عن تجاربهم في سياق شن الحرب الشعبية، والقتال ضد ما أسموه التحريفية، وضد اليمينيين والاتجاهات الانتهازية اليسار في الهندي والحركة الشيوعية الدولية، وبناء حركة ثورية مستقرة وثابتة في مناطق مختلفة من الهند.

## مواقع الحزب

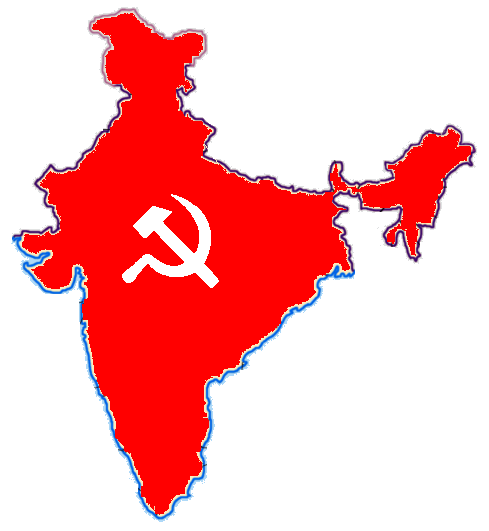
شعار الحركة الماوية الهندية

في الوقت الراهن للحزب وجود في المناطق النائية في جهارخاند وأندرا براديش، وكذلك في ولاية بيهار والمناطق القبلية التي يسيطر عليها في المناطق الحدودية من تشهاتيسجاره، ولاية مهاراشترا، ولاية البنغال الغربية، وأوريسا. الحزب الشيوعي الهندي (الماوي) يهدف إلى تعزيز قوته في هذه المناطق، وإنشاء منطقة الميثاق الثوري الذي لدفع القوى الثورية لانطلاق الحرب الشعبية في أجزاء أخرى من الهند.

## أهداف وغايات للحزب
الهدف المباشر للحزب هو إنجاز الثورة الديمقراطية الجديدة في الهند ضد القوى الإمبريالية والإقطاعية والرأسمالية البيروقراطية الكومبرادورية فقط من خلال الحرب الشعبية الطويلة الأمد، ويؤسس دكتاتورية الشعب الديمقراطية تحت قيادة البروليتاريا.
وسوف يتم النضال لإقامة الاشتراكية. والهدف النهائي للحزب هو تحقيق الشيوعية من خلال الاستمرار في الثورة تحت قيادة البروليتاريا وبالتالي إلغاء نظام استغلال الإنسان لأخيه الإنسان من على وجه الأرض.
الحزب الشيوعي الهندي (الماوي) يكرس نفسه في خدمة الشعب والثورة، يكن الحزب عاطفة عالية واحترام الناس، ويعتمد على الشعب والإرادة الصادقة في التعلم منه وسوف يقف الحزب بيقظة ضد كل المؤامرات الرجعية وسيناضل من أجل رفع راية الأممية البروليتارية، وسوف لن يدخر جهدا في تحقيق وحدة القوى الماركسية اللينينية الماوية على المستوى الدولي.
يحق لأي شخص من سكان الهند، يبلغ من العمر 16 عاما، الذي ينتمي إلى الطبقة العاملة، الفلاحين، الجماهير الكادحة الطبقات البرجوازية الصغيرة أو أي الثوريين الآخرين، ويقبل الماركسية اللينينية الماوية كإيديولوجية له / لها في توجيه الأنشطة اليومية ويقبل برنامج الحزب والدساتير، ويشارك بنشاط في أنشطة الحزب تحت وحدة حزبية لمراقبة الانضباط، والاستعداد لمواجهة خطر ويوافق على دفع رسوم العضوية بانتظام والرسوم التي تقررت من قبل وحدته الحزبية يصبح عضو في الحزب.
وهناك نظام داخلي متشدد في الحزب من حيث السلم التنظيمي والترشح لعضوية الحزب والتزكية وما إلى ذلك

## التنظيم
الأمين العام الحالي للحزب هو راو، ماببالا لكشمان راو المعروف بالرئيس غانباثي أعلى هيئة صنع القرار في الحزب هي المكتب السياسي، الذي يضم 13 أو 14 عضوا، ستة منهم قتلوا أو ألقي القبض عليهم بين 2007-2010 بسبب مشاركتهم الفعلية في الخطوط الأمامية من صفوف المقاتلين وتواجدهم بين الثوار على الأرض من بين الذين ألقي القبض عليهم، كابود غينادي هو عضو بارز في المكتب السياسي. اعتقل أيضاً من أعضاء المكتب السياسي ميشرا برامود، تودو أشتوش، بيجاشي أميتابها، بينما قتل المتحدث باسم اللجنة المركزية تشاروكي راجكومار، الملقب ب «أزاد»، وقال المتحدث باسم الحزب، الذي كان قد قتل بالرصاص في ولاية اندرا براديش، مع عضوآخر في المكتب السياسي.

## الجناح العسكري
الأجنحة العسكرية المتعددة للمنظمتين المندمجتين وهي ثوار الجيش الشعبي للتحرير الجناح العسكري للمركز الشيوعي الماوي والجيش الشعبي لحرب العصابات الجناح العسكري للحزب الشيوعي الماركسي اللينيني- حرب الشعب هذه الأجنحة توحدت في منظمة عسكرية واحدة تسمى «المنظمة الموحدة لجيش التحرير الشعبي-حرب العصابات» وتعرف اختصاراً بجيش التحرير الشعبي الموحد
تقدر القوة العسكرية المنظمة لجيش التحرير الشعبي بحسب مركز رامانا للبحوث في العاصمة دلهي بأنهم ما بين لايقل العدد عن 9 الاف مقاتل بينما تقول تقارير الاستخبارات الهندية أن العدد وصل إلى 20 ألف مقاتل نظامي وعشرات الألاف من المناصرين العسكريين وهم من المدنيين الذين يساعدونهم في عملياتهم العسكرية وتشير هذه التقارير أن هناك 5 ألاف عنصر نشط على الدوام.

## المنظمات العاملة
للحزب الشيوعي الهندي الماوي منظمات عاملة في المجتمع الهندي بشكل فاعل منها عصبة الشبيبة واتحاد الطلاب الثوري لعموم الهند ومنظمات سياسية عديدة ومراكز تعبئة ومراكز تدريب ومؤسسات لنشر الفكر الشيوعي الماوي.
سياسة الحزب في المناطق المسيطر عليها
يقوم الحزب بفرض ضرائب على الشركات الكبرى الموجودة في المناطق الخاضعة لسيطرته التامة ويقومون بتصفية من أسموهم «أعداء الطبقة العاملة» من رجالات الدولة والمنظمات المناهضة لهم وكبار ضباط الأمن والمخابرات الهندية ويقومون بتنظيم عمليات تجارية تضمن تدفع البضائع والسلع الضرورية مثل 650 ألف قطعة سلاح رشاش آلي اعتبرها مركز رامانا في نيو دلهي ترسانة الحزب العسكرية
يقيم الحزب الشيوعي الهندي«الماوي» ما أسماه بالمحاكم العامة كبديل للسلطة القضائية في المناطق التي يسيطرون عليها كاستراتيجية لهدم الدولة وبناء مؤسسات جديدة مرجعيتها شيوعية في مناطقهم

## التكتيكات العسكرية
لدى الحزب تكتيكات تختلف عن بقية الأحزاب الشيوعية في الهند واحتفظ الحزب بمورث إحدى المؤسستين التي شكلت الحزب وهو الحزب الشيوعي الهندي (ماركسي لينيني) الحرب الشعبية، احتفظ بتكتيكات كرفض الديمقراطية البرلمانية، والاستيلاء على السلطة السياسية من خلال الكفاح المسلح الطويل الأمد على أساس حرب العصابات.
هذه الاستراتيجية تتطلب تبني قواعد في المناطق الريفية والنائية وتحويلها إلى مناطق أولية لحرب العصابات، ومن ثم إلى مناطق محررة تبنى بها قواعد وأسس لدولة جديدة ثم الأستعداد للزحف وتطويق المدن وبناء الدولة الشيوعية في الهند.
المعدات العسكرية المستخدمة من قبل الماويين، كما هو مبين من خلال عدد من المضبوطات، وتشمل RDX أسلاك كابل، متفجرات بلاستيكية، وصواعق، وأسلحة ريفية الصنع منها القوس النشاب والرماح والمناجل، بنادق انساس رشاشات الكلاشنكوف، إس إل آر إس، والعبوات الناسفة.
وفقا لتقارير أمنية في أكتوبر 2008، استولت قوة الشرطة الاحتياطية المركزية على أكثر من 6,000 كجم من المتفجرات في ولاية بيهار و893 كجم في جهارخاند. استعادت قوات الأمن أيضا بعض المعدات العسكرية في جارخاند، التي تسبب تفجيرات قوية للغاية يصل مدى تأثيرها التفجيري إلى 720 متر هذه المتفجرات التي تستخدم فقط من قبل الجيوش الوطنية الحديثة.

## التمويل
تقول السلطات الهندية إن تمويل الماويين يأتي من الابتزاز والاختطاف وعن طريق إنشاء إدارات غير رسمية لجمع الضرائب في المناطق الريفية حيثلا وجود للسيطرة الحكومية الرسمية.
الأمر الذي ينفيه الماويون ويؤكدون أن الضرائب والعائدات هي من الشركات الكبرى وعبر التبرعات والأعمال في تطوير الأراضي الزراعية وتتهم السلطات بأن الماويون يقومون بتشجيع زراعة الخشخاش والقنب من أجل الاتجار بالمخدرات وتمويل مشاريعهم

## الوضع القانوني
الماويون المنتسبون لهذا الحزب عرضة للاعتقال والقتل بحسب القوانين الهندية ويدرج الحزب الشيوعي الهندي (الماوي) في تصنيف الولايات المتحدة للمنظمات الارهابية الخطرة.